# اکراس‌های باشکوه
اکراس‌های باشکوه (نام علمی: Eudocimus) نام یک سرده از زیرخانواده اکراس است. جانوری زیبا.

## گونه‌ها
این سرده شامل دو گونه زیر است:
- اکراس سفید آمریکایی (Eudocimus albus)
- اکراس آجری (Eudocimus ruber)